# Scomberomorus
Genre
Synonymes
- Apolectus Bennett, 1832[1]
- Chriomitra Lockington, 1879[1]
- Cybium Cuvier, 1829[1]
- Indocybium Munro, 1943[1]
- Sawara Jordan & Hubbs, 1925[1]
- Scomberomorous[1]
- Scomberomous[1]
- Scombreromorus[1]
- Scomerommorus[1]

Scomberomorus est un genre de poissons de la famille des Scombridae. La plupart des espèces sont appelées « thazards ».

## Étymologie
Le genre Scomberomorus tire son nom du grec ancien σκόμβρος, skómbros, « maquereau », et homoros, dérivé de ὁμός, homós, « qui ressemble à, apparenté », en raison de sa grande proximité avec le genre Scomber.

## Liste des espèces
Selon FishBase (28 novembre 2017) :
- Scomberomorus brasiliensis Collette, Russo & Zavala-Camin, 1978 - Thazard tacheté du sud
- Scomberomorus cavalla (Cuvier, 1829) - Thazard barré
- Scomberomorus commerson (Lacepède, 1800) - Gros Prêtre, Thazard Rayé Indo-pacifique
- Scomberomorus concolor (Lockington, 1879) - Thazard de Monterey
- Scomberomorus guttatus (Bloch & Schneider, 1801) - Thazard ponctué
- Scomberomorus koreanus (Kishinouye, 1915) - Thazard coréen
- Scomberomorus lineolatus (Cuvier, 1829) - Thazard cirrus
- Scomberomorus maculatus (Mitchill, 1815) - Thazard Atlantique ; Thazard blanc ; Thazard tacheté du sud
- Scomberomorus multiradiatus Munro, 1964 - Thazard Papou
- Scomberomorus munroi Collette & Russo, 1980 - Thazard australien
- Scomberomorus niphonius (Cuvier, 1832) - Thazard oriental
- Scomberomorus plurilineatus Fourmanoir, 1966 - Thazard Kanadi
- Scomberomorus queenslandicus Munro, 1943 - Thazard du Queensland
- Scomberomorus regalis (Bloch, 1793) - Thazard franc ; Thazard Atlantique
- Scomberomorus semifasciatus (Macleay, 1883) - Thazard tigre
- Scomberomorus sierra Jordan & Starks, 1895 - Thazard sierra
- Scomberomorus sinensis (Lacepède, 1800) - Thazard nébuleux
- Scomberomorus tritor (Cuvier, 1832) - Thazard blanc

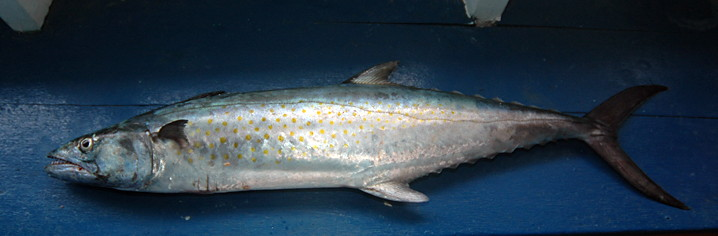
Scomberomorus brasiliensis
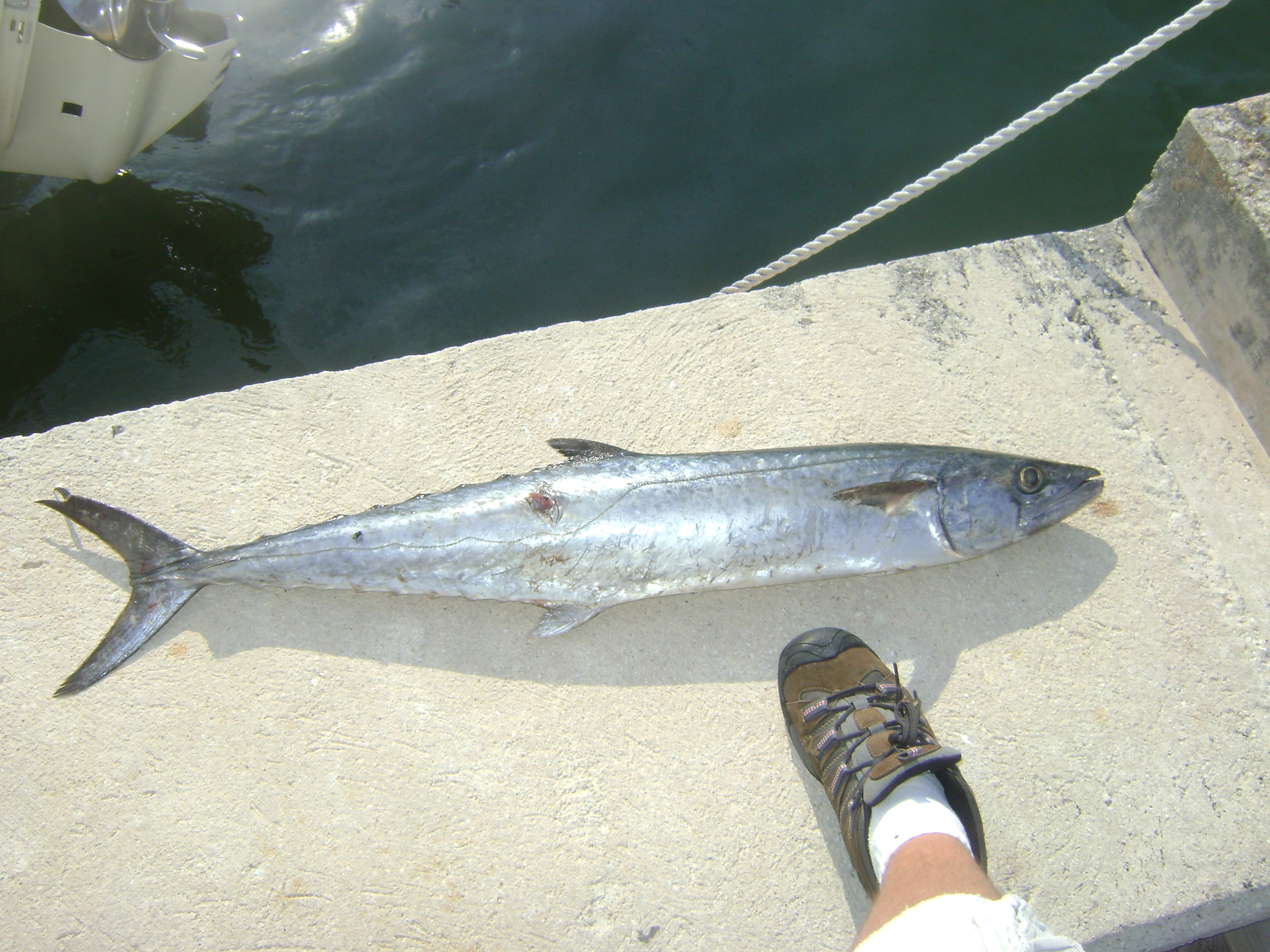
Scomberomorus cavalla
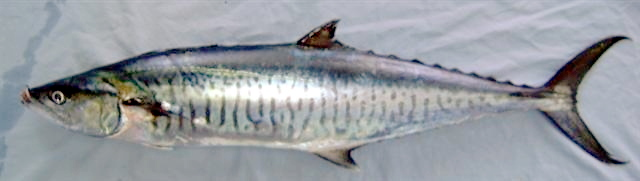
Scomberomorus commerson
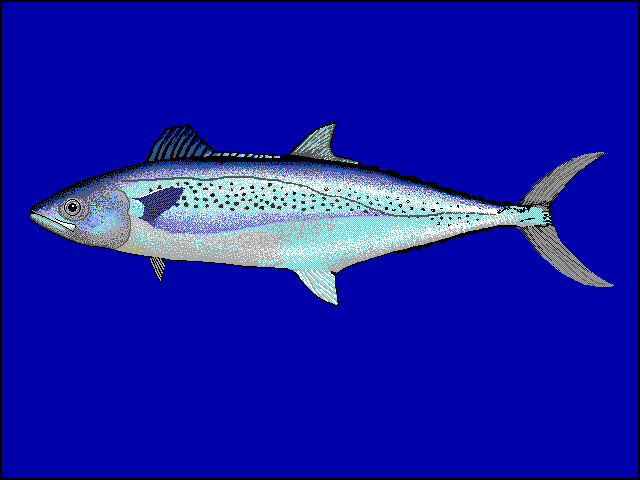
Scomberomorus guttatus
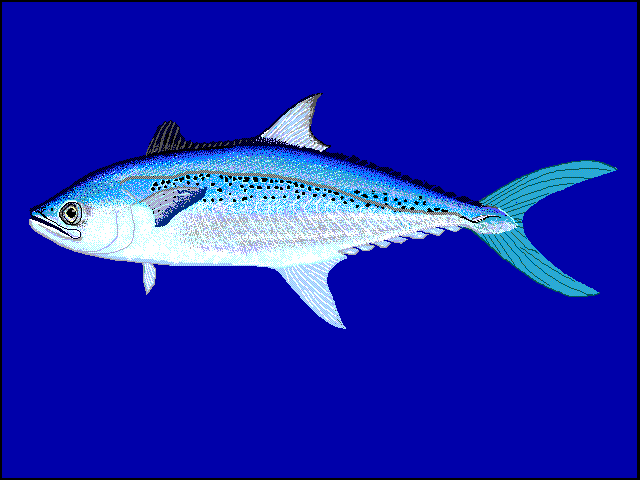
Scomberomorus koreanus
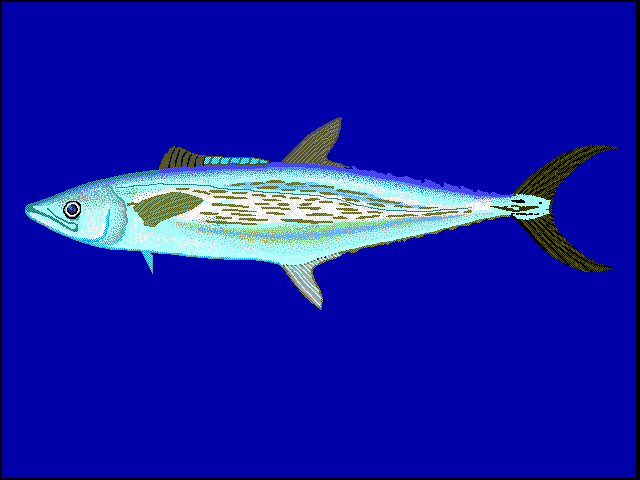
Scomberomorus lineolatus
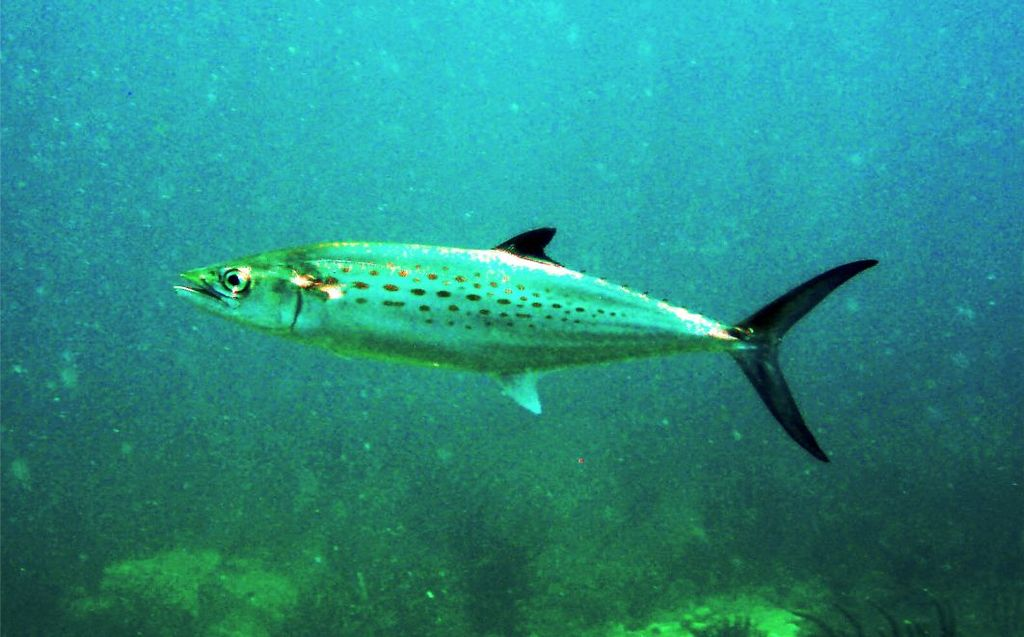
Scomberomorus maculatus
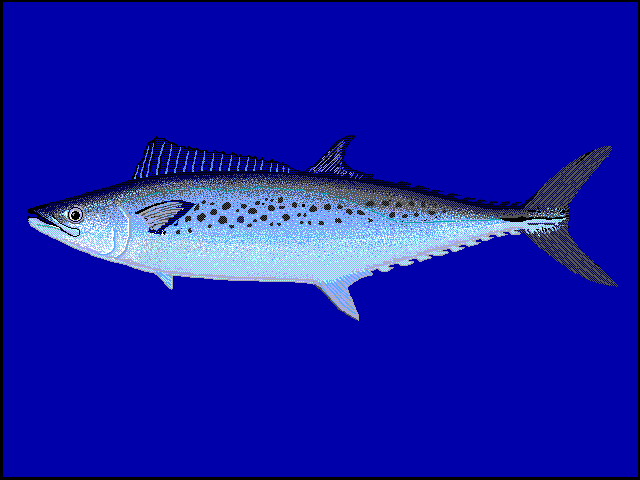
Scomberomorus munroi
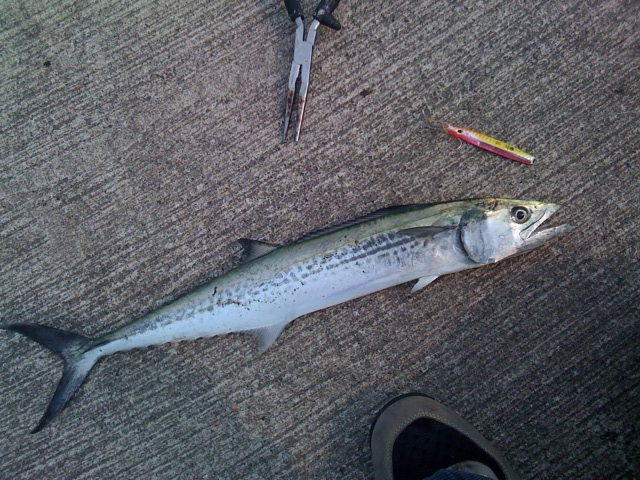
Scomberomorus niphonius
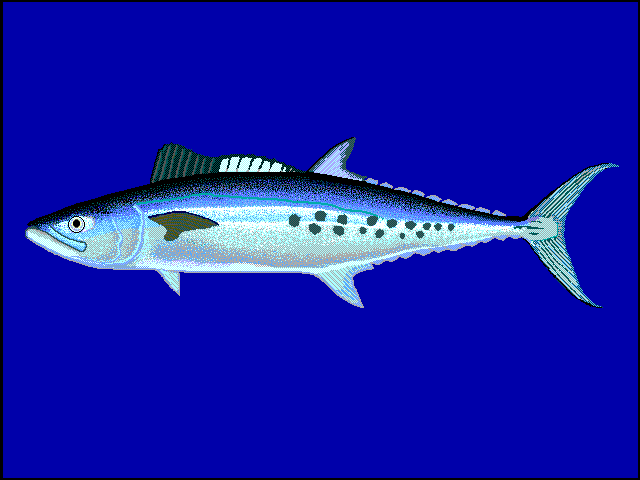
Scomberomorus queenslandicus
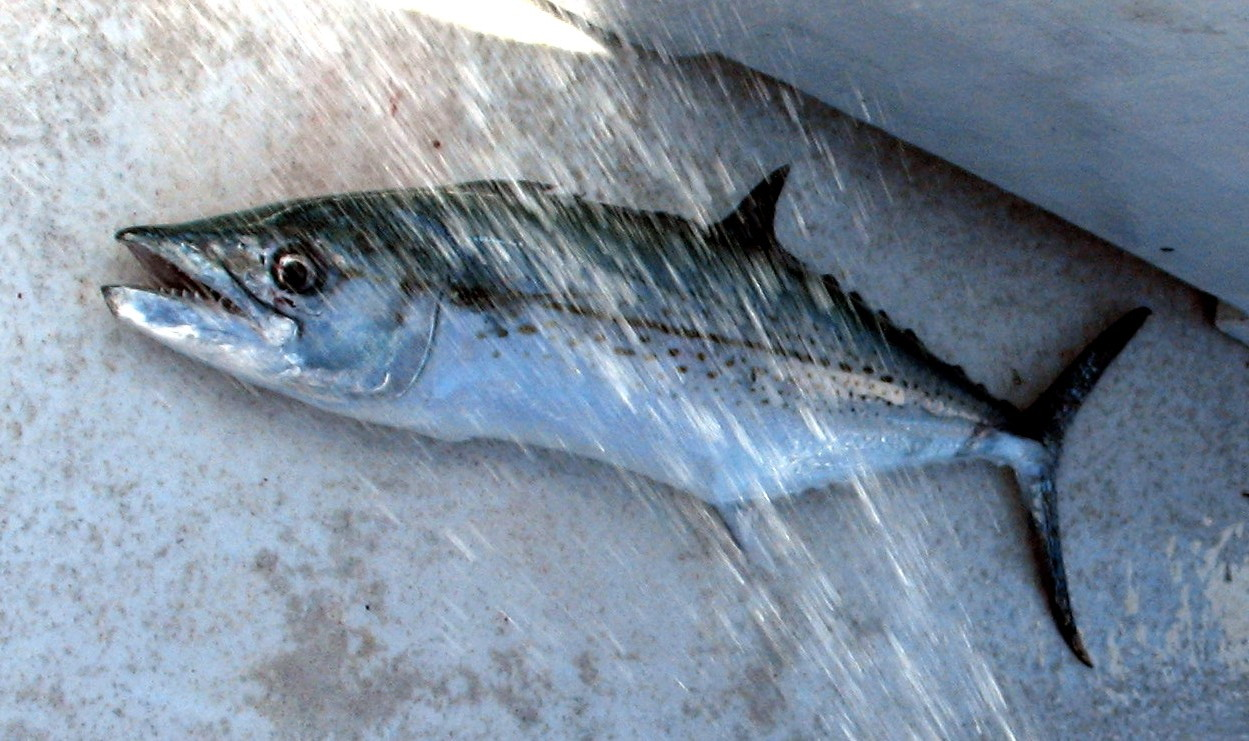
Scomberomorus regalis
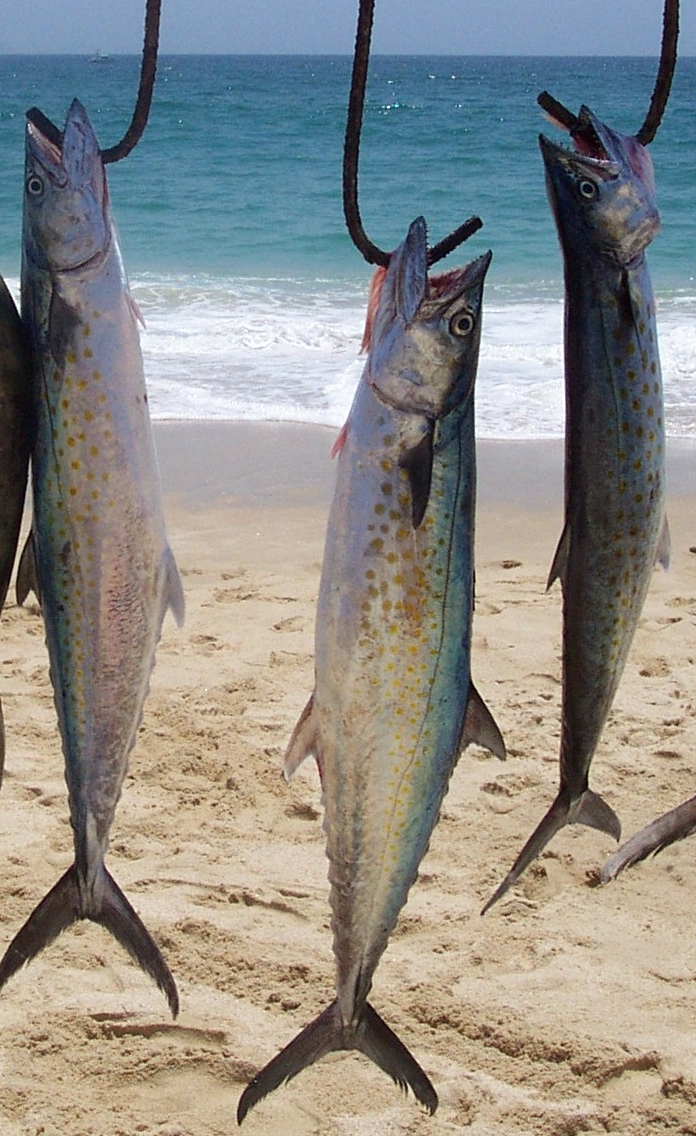
Scomberomorus sierra
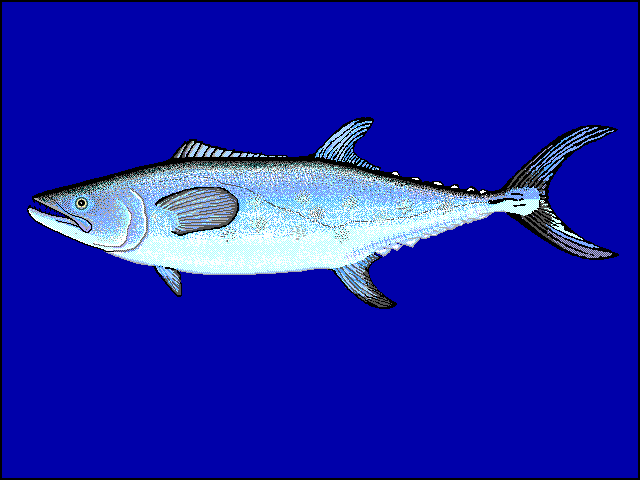
Scomberomorus sinensis
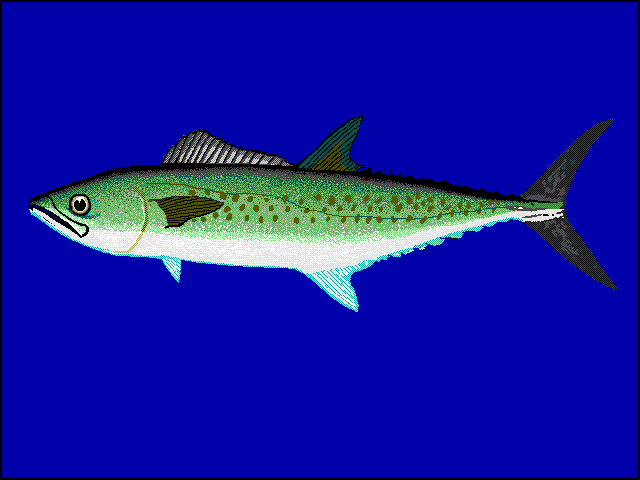
Scomberomorus tritor